# T-800
Le T-800, dit le Terminator (The Terminator) est un personnage de science-fiction créé par le réalisateur James Cameron et la productrice Gale Anne Hurd pour la série de films Terminator, débutant en 1984 avec le film Terminator où il est interprété par l'acteur Arnold Schwarzenegger.
Le T-800 est un Cyborg pour CYBernétique ORGanisme. Il a officiellement été créé par l'ordinateur Skynet en 2029 pour lutter contre la résistance humaine croissante. Sa déclinaison dans le Cyberdyne Systems est série T-800 / T-850. Prototype à l'origine créé par l’intelligence artificielle militaire Skynet (l'ordinateur central du réseau de défense des États-Unis, qui crée et contrôle les machines après la guerre nucléaire), il est utilisé en 2029 dans un monde futuriste post-apocalyptique dans les missions d'infiltration et d'élimination de la résistance humaine en lutte contre Skynet.
Le Terminator, ou ses groupements d'escouades, sont déployés sur le terrain en tant que cyborgs androïdes. Cette unité entièrement autonome est programmée pour s'infiltrer et tuer. Ses principales cibles sont les membres de la résistance humaine dirigée par John Connor et les survivants de la population civile dans la guerre d'extermination de l'humanité qui a suivi la prise de pouvoir de Skynet.
Dans Terminator, Skynet, acculé sur la défensive et n'arrivant pas à éliminer définitivement la résistance humaine menée par John Connor en 2029, renvoie à travers le temps en mai 1984 le modèle 101 au moyen d'une arme temporelle tactique. Celui-ci a alors pour mission d'éliminer la mère de John, Sarah Connor avant qu'elle ne l'ait conçu, afin d'« effacer » la présence de John Connor en 2029 par un avortement rétroactif.
Au départ, d‘une machine conçue pour terminer l'humain, le personnage interprété par Schwarzenegger évoluera à partir du film Terminator 2 : Le Jugement dernier (1991) en devenant le protecteur de John Connor ou de Sarah Connor, reprogrammé depuis le futur pour les défendre à chaque fois contre d'autres types de Terminators plus sophistiqués qui reprennent le rôle qu'il avait.

## Personnage

### Présentation
La série des Androïdes T-800 a été créée par l’intelligence artificielle militaire Skynet pour être une arme de traque, d'infiltration et d'élimination avancée contre la Résistance humaine en 2029, dans un monde futuriste post-apocalyptique où les Machines (dirigées par Skynet) visent à exterminer l'humanité. Ce modèle est désigné alternativement en tant que « Terminator » ou « T-800 ».
Le T-800 est un châssis de combat hypersophistiqué ou l'endosquelette peut être recouvert de tissus biologiques humains (peau, muscles, tendons, nerfs, sang, organes, etc) pour lui donner l'apparence parfaite d'un être humain. Il est alors capable d'infiltrer efficacement les lieux et bases de vie humaines (notamment celles de la Résistance en 2029) pour éliminer ses cibles de l'intérieur.
Dans le futur, les T-800 déployés sur le terrain des combats sont soit des endosquelettes (non recouverts de tissus vivant), ou d'une peau synthétique, soit des êtres recouverts de peau humaine envoyés infiltrer les refuges souterrains de la Résistance.
L'un des modèles humains de base utilisés pour le T-800 modèle 101 est un militaire travaillant pour le programme CRS, le sergent Candy. Cependant, la configuration de l'apparence physique est entièrement libre pour parfaire son camouflage. L'apparence est donc librement configurable, seul un corps au physique herculéen étant nécessaire pour camoufler à l'intérieur le châssis de combat. Par ailleurs, cette enveloppe corporelle humaine est nécessaire au T-800 pour franchir la barrière de l'espace-temps lors des déplacements temporels avec la machine à voyager dans le temps de Skynet.

### Description physique
Dans Terminator, le résistant humain Kyle Reese donne à Sarah Connor la description suivante du Terminator :

« Le Terminator est une unité d'infiltration, moitié homme, moitié  machine. En dessous c'est un châssis de combat en hyperalliage, contrôlé par microprocesseur, entièrement blindé, très résistant. Mais en dehors, il est recouvert de tissus humains vivants. Chair, peau, cheveux, sang, cultivés pour les cyborgs. »

Quand il est utilisé sous sa forme androïde, le T-800 est voué à l'infiltration : non seulement il ressemble à un humain, mais il respire, transpire et saigne comme ce dernier. Sa peau entièrement humaine cicatrise en cas de blessures légères afin de parfaire son camouflage. Toutefois les chiens employés par la résistance humaine peuvent détecter le châssis de combat dissimulé sous cette dernière,,. En cas de plus grave blessure, (sur le torse, le visage, un bras ou une jambe par exemple), le camouflage se dégrade plus rapidement sans se régénérer laissant visible le châssis en raison de la nécrose des tissus,. À noter toutefois, que le T-800 est en mesure de recréer de la peau humaine au moyen de plusieurs éléments chimiques différents grâce aux technologies de reproduction de la peau humaine développées par Skynet, voire la régénérer naturellement sur un membre total comme un bras ce qui peut lui prendre plusieurs mois à années. Enfin, capacité de camouflage supplémentaire, la peau du T-800 vieillit comme un véritable être humain,.

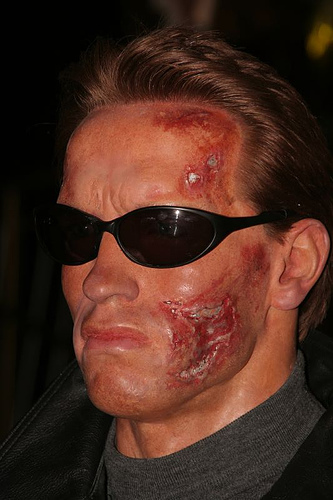
Statue de cire du T-800 avec l'apparence « Schwarzenegger » au Musée Madame Tussauds de Londres.

L'apparence humaine dont le T-800 est recouvert par-dessus son châssis métallique peut varier. Le modèle 101 correspond à l'apparence « Schwarzenegger ». Dans le futur,  lors de l'attaque surprise d'une base humaine, Kyle Reese est confronté à un Terminator ayant une apparence différente,,,.
L'endosquelette du T-800 est réalisé dans un alliage « titane-tungstène » (Ti-W) ou à base de coltan  pour un poids approximatif de 180 kg. Sa résistance physique et mécanique lui permet d'encaisser sans dommages les projectiles de petit calibre, les chutes de plusieurs dizaines de mètres, des chocs avec des véhicules ou encore les blessures par armes blanches tous potentiellement voir irrémédiablement mortels pour un être humain normalement constitué,. Son châssis est particulièrement résistant et encaisse les tirs d'arme de poing de petit calibre, bien que des tirs répétés de fusil à pompe le neutralisent momentanément. Son châssis résiste donc à la plupart des configurations (choc direct contre un véhicule, passage à travers une vitre ou un mur, etc.),. En revanche, des balles perce-blindage peuvent le transpercer.
Le feu, s'il détruit son apparence humanoïde, n'affecte pas son corps mécanique. Ce dernier est également étanche et le Terminator peut évoluer intégralement sous l'eau.
Ses membres mécaniques possèdent une force motrice et mécanique élevée, lui permettant de soulever de fortes charges physiques, de plier la plupart des matériaux ou de transpercer les murs, y compris un corps humain de part en part à la seule force de ses mains par exemple,,.
Du fait de sa résistance physique ultra élevée aux dommages, détruire le châssis requiert d'importants moyens de destruction : explosif, arme lourde perce-blindage (en visant les parties névralgiques : torse et tête), métal en fusion, ou encore feu de thermite (supérieur à 2 000 °C), tous capables de générer les températures nécessaires pour faire fondre le châssis,. En revanche, il possède une résistance plus limitée à la pression (face à une presse hydraulique industrielle ou encore des pilons de forge) à condition de le prendre par surprise toutefois,.
Étant une machine, le T-800 ne ressent pas la fatigue ou les blessures, mais reçoit des informations sur l’état de son enveloppe charnelle externe ou des dommages subis par son châssis interne,. En cas de dégât mineur, il est capable de s'auto-réparer avec les outils dont il dispose. Sa peau humaine est conçue pour s'auto-cicatriser sauf blessure(s) majeure(s). Il peut également s'amputer d'un membre trop endommagé pour continuer sa mission comme un bras, ou continuer à la seule force motrice de ses bras en cas de destruction de ses jambes motrices,,.
Dans Terminator Genisys, son endosquelette est vulnérable à l'acide.
Entièrement autonome, le Terminator tire son alimentation de sa cellule énergétique ultra avancée constituée de deux piles à hydrogène logées derrière le bouclier de son torse,. Sa cellule d'énergie lui assure une autonomie de 120 ans sans avoir besoin de recharge extérieure, sa peau humaine vieillissant naturellement en parallèle ce qui parfait son camouflage,,,. Si sa source d'énergie est vide ou endommagée, une batterie de secours lui permet de continuer de fonctionner pendant un certain temps indéterminé à ce jour. Ses piles à hydrogènes sont vulnérables aux impacts directs ayant traversé son épais bouclier thoracique : de ce fait, rendue instable, la batterie peut conduire à une explosion de grande intensité similaire à celle d'une déflagration nucléaire, plus limitée cependant et sans radio-activité.

### Capacités
Le T-800 est un Cyborg (pour CYbernétique ORGanisme) équipé d'un système similaire à un réseau de neurones artificiels, sous la forme d'une puce électronique, le CPU (pour Central Processing Unit ou« neuroprocesseur » ou « ordinateur à apprendre ») lui permettant d'agir de manière totalement autonome dans la prise de décisions. Le Terminator est programmé pour un ou série de d'objectif(s) spécifiques tel que par exemple l'infiltration d'une structure humaine puis l'élimination de toutes personnes présentes, ou au contraire la protection d'une ou plusieurs personnes. À noter qu'il peut être également paramétré en fonction des besoins de la mission comme obéir à une personne précise par exemple (cf Terminator 2).
Les capacités du T-800 sont fondées sur les banques de données du super ordinateur de défense Skynet, l'ordinateur central du réseau de défense stratégique des États-Unis, qui possède l'ensemble des connaissances et technologies connues qu'il a acquise à vitesse géométrique avant puis après son autonomie.
Outre ses caméras dotées de capteurs optiques équipées d'amplificateurs le rendant capable de voir dans toutes les conditions y compris la nuit, le T-800, est équipé d'un ensemble de capteurs sonores, chimiques, thermiques, olfactif, atmosphériques, barométriques (...) ultra sophistiqués pour analyser et appréhender son environnement immédiat,.
Le T-800 s'exprime normalement comme les êtres humains, imitant leurs comportements et réactions (comme les expressions orales) pour mieux se fondre dans son environnement où il évolue. Il est en mesure de copier et de reproduire à la perfection la voix et l'intonation de tout individu qu'il a préalablement écouté, se faisant passer pour lui (comme au téléphone par exemple) pour pouvoir accomplir sa mission,,.
De même, son intelligence artificielle ultra développée basée sur le modèle de Skynet lui permet d'analyser et d'adapter ses choix en fonction de ses objectifs et au mieux de ses possibilités, afin d'être le plus efficace possible. Son algorithme lui indique, au gré de ses objectifs primaires l'ensemble des missions qu'il doit accomplir comme acquérir des connaissances sur sa cible, s'équiper en matériel  (armement, tenue de camouflage, moyen de locomotion) et son plan à long terme comme les lieux où il doit se rendre et les tactiques d'approche à utiliser pour réussir sa mission. Il lui permet également d'adapter son comportement (infiltration, attaque, fuite et ou dissimulation) en fonction de son environnement. Il est en mesure grâce à ses capacités d'analyse poussées d'adapter son comportement face aux situations qu'il a anticipé comme l'évaluation en cas de confrontation directe des dégâts sur son châssis par exemple,.
À l'instar des Hunters-Killers, les machines de patrouille terrestres et aériennes de Skynet qui traquent et éliminent froidement la résistance humaine en surface sur le champ de bataille de l'année 2029, le T-800 est une machine conçue pour exterminer l'humanité. Du fait de sa forme plus évoluée par rapport aux PM, les Patrouilles de la Mort, rendue nécessaire pour faire face à la résistance humaine réellement accrue au fil des années de la guerre extermination, il a accès à des connaissances étendues et ou spécialisées dans divers domaines, utiles à l’accomplissement de sa mission dont notamment :
- Utilisation et la conduite de l'ensemble des moyens de locomotion connue jusqu'en 2029 : véhicules terrestres, fluviaux ou aériens (...)[4],[note 3],[10]
- Connaissances technologiques ultra étendues dont la mécanique, l'électronique, l'électricité, le génie thermique (...)[note 3],[4]
- Connaissances approfondies et détaillée de l'emploi de toutes les armes dont les armes blanches et armes à feu et explosifs[note 3],[4],[10]
- Connaissance approfondie des techniques de close combat et de la lutte au corps à corps comme les clefs d'immobilisation par exemple[note 3]
- Conduite de tir ultra précise[note 3]
- Technique de camouflage[note 3],[4]
- Stratégie et techniques de recherche, d'acquisition et d'élimination de sa ou de ses cible(s)[note 3],[4],[10]
- Stratégie d'assaut et techniques d'infiltration d'une place forte[note 8],[4]
- Techniques de combat en zone urbaine
- Connaissances médicales étendue et notamment sur l'anatomie humaine, lui permettant une meilleure efficacité au combat en affligeant des blessures généralement létales à sa ou ses cibles, ou encore pour réparer son apparence humaine s'il elle a été endommagée ou soigner ses ou des blessures. Elles lui servent également à soigner un être humain blessé si nécessaire[note 3],[10].
- Acquisition de comportements humains qu'il mémorise et reproduit si besoin pour parfaire ses capacités d'infiltration[note 3],[10].

L'ensemble de ses capacités sont partagées par l'ensemble des Terminators suivants créés par Skynet dont le T-1000, la T-X et le T-3000 (Terminator Genisys), représentant de nouvelles évolutions toujours plus dangereusement efficaces du principe d'« infiltration-extermination » du Terminator.
L'ensemble de ses capacités, en fonction de ses directives programmées au départ, en font soit un poursuivant implacable (dans Terminator) soit un défenseur absolu (dans Terminator 2),,

### Personnalité et comportement
Inhumain, le T-800 ne ressent aucune émotion comme la peur, les remords ou le doute. Il exécute froidement et méthodiquement sa mission jusqu'à son aboutissement complet ou sa propre destruction (visible notamment dans Terminator),.
Dans Terminator 2, on apprend que grâce à son « neuroprocesseur », le T-800 a aussi la capacité d'apprendre par lui-même. Sarah et John Connor réactivent cette capacité, ce qui amène le T-800 à accumuler rapidement des connaissances sur les interactions humaines et à parler d'une façon plus fluide, plus « humaine ». Il copie d'ailleurs les expressions de John (dont ses insultes), pour les réarranger à sa manière (« Reste cool, sac à m... »). De plus, une réplique à la fin du film indique que les T-800 arrivent à comprendre les émotions, le cyborg indiquant à John, avant de demander à être détruit : « Je sais maintenant pourquoi vous pleurez, mais c'est une chose que je ne pourrai jamais faire ».
Dans le même film, il est fait référence (plus longuement dans une scène coupée) à une puce électronique programmable (« micro-plaquette ») logée dans le crâne du robot, qui permet de le désactiver si on la retire de son logement, et qui peut être paramétrée pour faire obéir le robot à une personne précise.

## T-850
Le T-850 est un modèle de Terminator présent dans le film Terminator 3. Il s'agit d'une évolution du T-800,. Le T-850 est légèrement plus fort et plus réactif et surtout plus résistant aux armes à plasma que le T-800.
On sait également qu'un « programme de psychologie humaine » lui a été ajouté. Ce programme lui permet notamment de mieux appréhender les comportements humains et donc de mieux les prevoir, améliorant ainsi son efficacité comportementale dans la traque de ses proies,.
Il fonctionne avec deux piles à combustible à hydrogène qui explosent en cas de dommages ou par des attaques plasmatiques.
Le T-850 possède également une mise à jour de son programme d'apprentissage, qui lui permet de beaucoup mieux s'intégrer dans le monde des humains. Il comprend facilement les expressions humaines et peut ainsi les reproduire.

## Œuvres où le personnage apparaît

### Cinéma
- 1984 : Terminator, avec Arnold Schwarzenegger (VF: Pascal Renwick);
- 1991 : Terminator 2 : Le Jugement dernier, avec Arnold Schwarzenegger (VF: Daniel Beretta) ;
- 2003 : Terminator 3 : Le Soulèvement des machines, avec Arnold Schwarzenegger (VF: Daniel Beretta) ;
- 2009 : Terminator Renaissance, avec Roland Kickinger ;
- 2015 : Terminator Genisys, avec Arnold Schwarzenegger (VF: Daniel Beretta) ;
- 2019 : Terminator: Dark Fate, avec Arnold Schwarzenegger (VF: Daniel Beretta) .

### Télévision
- Terminator : Les Chroniques de Sarah Connor
- Terminator Zéro : serie Netflix

### Comics
- Terminator Renaissance (bande dessinée). Scénario : Dara Naraghi ; Dessin : Alan Robinson ; Couleurs : Tom Smith ; Éditeur : Delcourt ; Collection : Contrebande ; Sortie : 13 octobre 2009.

### Jeux vidéo
- Dans Journey to Silius (1990), initialement prévu comme une adaptation du film Terminator, le dernier boss est un T-800[13].
- Dans WWE 2K16 (2015), le T-800 (sous l’apparence d'Arnold Schwarzenegger) est jouable en tant que bonus d'un contenu téléchargeable (DLC). Par ailleurs, pour promouvoir ce DLC, une publicité reprenant la scène du bar de Terminator 2 a été mise en ligne, mais avec des superstars et divas de la World Wrestling Entertainment (WWE) à la place des clients du bar.
- Dans Yo-kai Watch, le yokai Robonyan et ses formes dérivées sont des références au T-800.
- Dans Mortal Kombat 11, le Terminator fait partie des six combattants du premier DLC Kombat Pack.

### Attraction

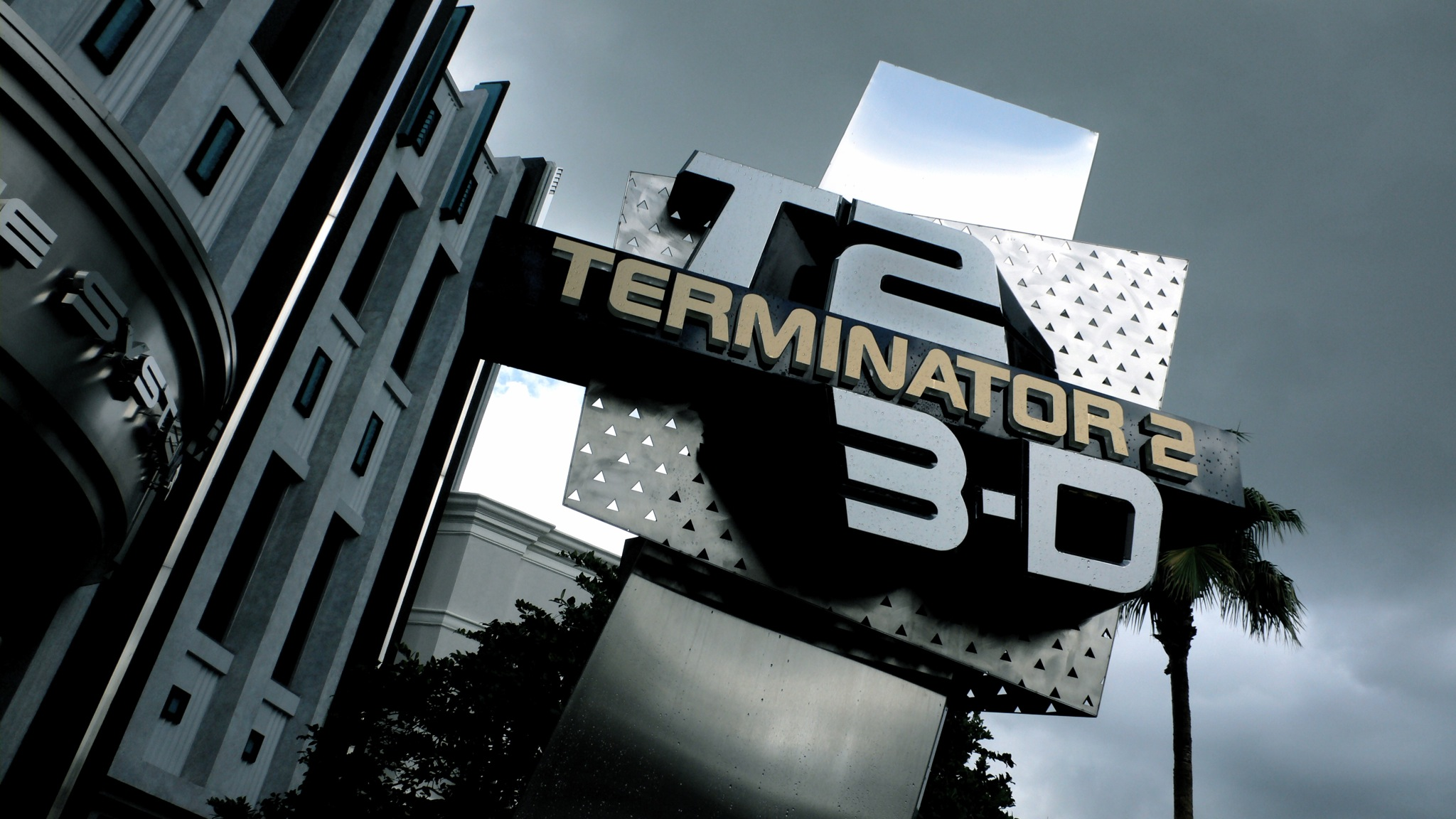
Panneau de l'attraction T2 3-D: Battle Across Time du parc d'attraction Universal Studios Florida.

T2 3-D: Battle Across Time : attraction des parcs Universal présente à l'Universal Studios Hollywood, l'Universal Studios Florida et l'Universal Studios Japan.

## Accueil
- Dans le classement « AFI's 100 Years... 100 Heroes and Villains » établi par l'American Film Institute, le personnage du T-800 se retrouve à deux positions à la fois : il est no 48 en tant que héros et no 22 en tant que méchant. Arnold Schwarzenegger lui-même a présenté ce classement à la télévision.
- En 2015, le personnage occupe la 28e place du classement du magazine Empire des 100 plus grands personnages de films[14].
- À compter de juin 2019, le T-800 est classé à cette date comme le 16e « Meilleur personnage de film de tous les temps » selon un vote de la communauté du site Ranker[15].
- Sur leur liste des « 10 meilleurs personnages de Terminator », le site WatchMojo.com a classé no 1 le personnage du T-800 de Terminator 2 en tant que héros et no 6 le T-800 de Terminator en tant que méchant[16].

## Dans la culture populaire
- Dans le film Last Action Hero (1993) de John McTiernan, l'acteur Arnold Schwarzenegger parodie lui-même le T-800, le montrant sur une affiche du film Terminator 2 sous les traits de l'acteur Sylvester Stallone, un clin d’œil au héros du film Rambo, éternel rival de Schwarzenegger dans les films d'action des années 1980. Dans la même esprit, dans le film Jumeaux avec Arnold Schwarzenegger et Danny DeVito, on peut y voir une affiche du film Rambo III (1988) avec Sylvester Stallone.